# Gilles-Arnaud Bailly
Gilles-Arnaud Bailly (Hasselt, 19 september 2005) is een Belgisch tennisser.

## Loopbaan
Bailly heeft zijn hoogste ranking op de ATP-ranglijst van zijn carrière, 468e, behaald op 13 november 2023. Ook heeft hij zijn hoogste ATP-dubbelspelranking, 1723e, behaald op 27 februari 2023. Hij heeft een carrièrerecord ITF junioren gecombineerde ranglijst, 1e, behaald op 28 november 2022.
Bailly was verliezend finalist op Roland Garros van 2022 en het US Open van 2022 in het enkelspel voor junioren.
Hij maakte zijn debuut op het ATP-toernooi van Antwerpen 2022 in Antwerpen, waar hij een wildcard kreeg voor de hoofdtabel. Hij verloor in de eerste ronde van David Goffin, ondanks dat hij drie uur speelde en de tweede set kon winnen. Eind november 2022 werd hij de nieuwe nummer 1 bij de junioren nadat Daniel Vallejo geen junior meer is in 2023.

## Grandslamfinales junioren

### Enkelspel: 2 (2 finales)
| Resultaat | Jaar | Toernooi      | Ondergrond | Tegenstander     | Score               |
| --------- | ---- | ------------- | ---------- | ---------------- | ------------------- |
| verlies   | 2022 | Roland Garros | gravel     | Gabriel Debru    | 6–7 (5–7), 3–6      |
| verlies   | 2022 | US Open       | hardcourt  | Martin Landaluce | 6–7 (3–7), 7–5, 2–6 |